# Eduardo Matos Moctezuma

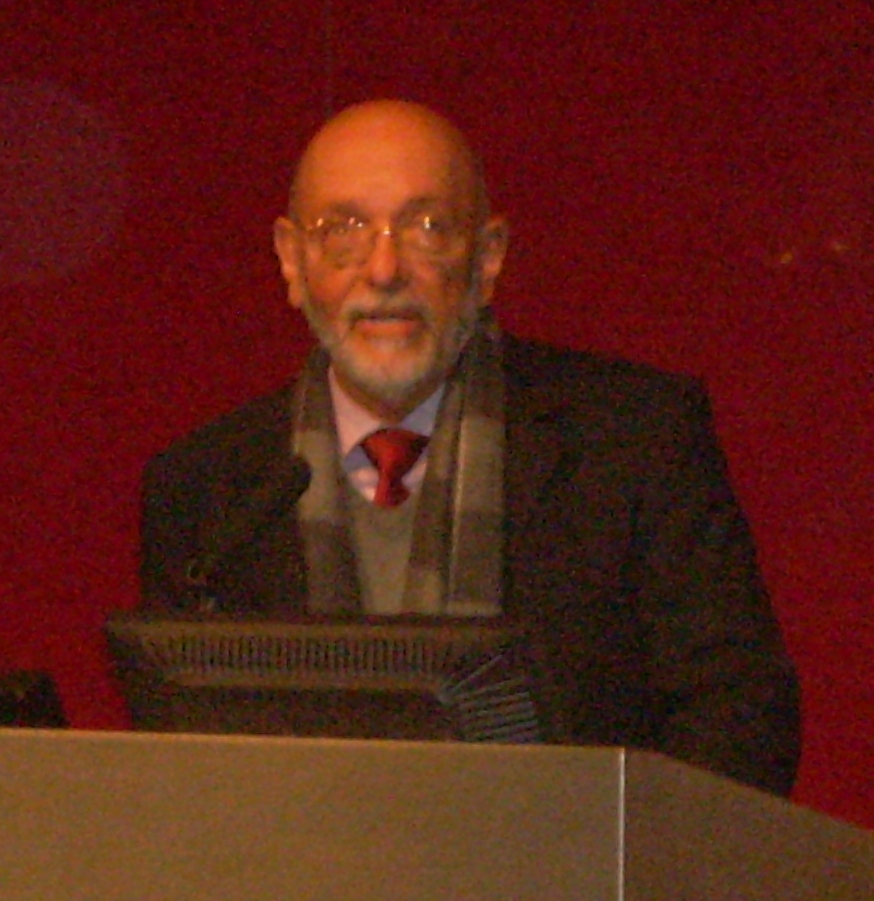
Eduardo Matos Moctezuma vorbind despre împăratul aztec Moctezuma la British Museum, în septembrie 2009.

Eduardo Matos Moctezuma (n. 11 decembrie 1940, Ciudad de México, Mexic) este un arheolog mexican proeminent. Din 1978, el a condus săpături la Templo Mayor, rămășițele unei mari piramide aztece în centrul Mexico City.
Matos Moctezuma a absolvit cu o diplomă de master în arheologie Școala Națională de Antropologie și Istorie și o diplomă de master în antropologie la Universitatea Națională Autonomă a Mexicului. El a excavat la situri arheologice atât în zona Maya cât și în centrul Mexicului. În plus față de proiectul Templo Mayor, Matos a condus proiecte de teren majore la siturile Tula și Teotihuacan. De asemenea, el a adus contribuții importante la studiul istoriei arheologiei din Mexic.
Matos Moctezuma a fost director al proiectului Templo Mayor de la începutul acestuia în 1978. Acesta a fost unul dintre cele mai importante proiecte arheologice din lume. Mai multe sezoane de săpături au descoperit istoria construcției acestui templu central al Imperiului aztec. Numeroase ofrande bogate se situau în jurul ariei templului. Acest proiect a răsturnat înțelegerea academică a culturii, religiei, imperiului și ideologiei aztece. Matos Moctezuma a supravegheat crearea Muzeului Templo Mayor, în care aceste descoperiri spectaculoase sunt afișate în exponate diverse, și a condus Muzeul timp de mulți ani. Anul 1987 a văzut crearea Programului de Arheologie Urbană (condus de Moctezuma) în care săpăturile din centrul Mexico City au fost extinse dincolo de situl imediat al Templo Mayor. Această cercetare continuă și astăzi.

## Publicații majore
- Matos Moctezuma, Eduardo (1988) Marele Templu al Aztecilor. Tamisa și Hudson, New York.
- Matos Moctezuma, Eduardo (1995), Viața și Moartea în Templo Mayor. Tradus de Bernard R. Ortiz de Montellano și Thelma Ortiz de Montellano. University Press of Colorado, Boulder.
- Matos Moctezuma, Eduardo (editor) (1999) Excavaciones en la catedral y el sagrario metropolitan trenuri: programa de arheologie urbana. Instituto Nacional de Antropologie e Historia, Mexico City.
- Matos Moctezuma, Eduardo (1999-2005) Estudios mexicas. 5 volume. El Colegio Nacional, Mexico City.
- Matos Moctezuma, Eduardo și Felipe Solis (2005) Calendarul Aztec și Alte Monumente Solare. Grupo Azabache, Mexico City.
- Matos Moctezuma, Eduardo și Felipe R. Solis Olguín (editori) (2002) Azteci. Academia regală de Arte din Londra.
- Matos Moctezuma, Eduardo și Leonardo López Luján (2012) Escultura monumental mexica. Fondo de Cultura Económica. Mexico City.

## Legături externe
- Lucrări de sau despre Eduardo Matos Moctezuma în biblioteci (catalog WorldCat)
- Colegiul Național: Eduardo Matos Moctezuma Arhivat în 13 aprilie 2005, la Wayback Machine.
- Museo del Templo Mayor: Eduardo Matos Moctezuma Arhivat în 12 martie 2005, la Wayback Machine.
- Academia Mexicana de la Historia: Eduardo Matos Moctezuma (în limba spaniolă).